# المعهد الأمريكي للتلعثم
المعهد الأمريكي للتلعثم هو منظمة أمريكية غير ربحية تقدم علاجاً للنطق بأسعار معقولة عالمياً للأشخاص الذين يعانون من التلعثم. تأسست المنظمة، المعروفة قانونياً باسم المعهد الأمريكي لعلاج التلعثم والتدريب المهني (AIS)، في 1998 على يد أخصائية أمراض النطق واللغة كاثرين أوتو مونتجومري في نيويورك، نيويورك. المدير السريري الحالي هي أخصائية أمراض النطق واللغة هيذر غروسمان، وهي حاصلة على درجة الدكتوراه. يوجد لدى المعهد الأمريكي لعلاج التلعثم والتدريب المهني حالياً مكاتب في مدينة نيويورك وأتلانتا بولاية جورجيا ولوس أنجلوس بولاية كاليفورنيا.
تقدم المنظمة علاج التلعثم للأطفال والبالغين، والمساعدة المالية للمساعدة في تيسير تكلفة العلاج، والتدريب السريري لأخصائيي أمراض النطق واللغة الذين يسعون إلى المعرفة المتخصصة في علاج التلعثم.

## مجلس الإدارة وشركاتهم
أعضاء مجلس الإدارة هم:
- الرئيس: إريك دينالو - ديبويز آند بليمبتون إل إل بي
- أمين الصندوق: نولان روسو الابن - شركة كابيتال للطباعة
- نائب الرئيس: ساندر فلوم - فلاوم بارتنرز آي إن سي
- السكرتير: زد. لوغان جولد - ماينارد، كوبر آند غال، إل إل بي
- آرون غراف - فيرينج للأدوية آي إن سي
- أميش شاه - غودوين بروكتر إل إل بي
- أنتوني هوبر - بيوتيك
- أوستن بيندلتون - ممثل ومخرج وكاتب
- باري بلاوشتاين - كاتب ومخرج ومنتج
- كارلي سيمون - مغنية وكاتبة أغاني
- كريس كولريدج - هوم نيوتريشن آي إن سي
- كلارنس بيج - صحفي
- ديفيد إسيكس - آلن آند أوفري إل إل بي
- ديفيد ريسنيكاو - ريسنيكاو وشركاؤه
- إيميلي بلنت - ممثلة
- جون ستوسيل - فوكس بيزنس
- جولي إم. هينسون - تافت
- كينياتا بولدن - برودينشال فايننشيال
- كينيون مارتن – لاعب كرة سلة في الدوري الأميركي للمحترفين
- كيري تشيس – ماكديرموت ويل آند إيمري إل إل بي
- لورين كوين – مستشارة إدارة المخاطر
- نوربرت ليواندوفسكي – ليواندوفسكي آند كومباني
- راشيل كورتيز – أخصائية أمراض النطق واللغة، ومعالجة السلوك
- سوزان ريتشاردت – مجلس النقل السطحي
- ويل بلودجيت – فيرستيد
- ويليام دي. مارسيلو – بويز شيلر فليكسنر إل إل بي